# Estádio da Paz e da Amizade

O Estádio da Paz e da Amizade é uma arena indoor localizada próximo a Pireu, na Atenas, na Grécia. Foi a sede do voleibol nos Jogos Olímpicos de Verão de 2004. Após os Jogos, se tornou a casa do Olympiacos BC, time da primeira divisão do campeonato grego de basquetebol.